# Athyrium dixitii
Athyrium dixitii är en majbräkenväxtart som beskrevs av Fraser-jenk. Athyrium dixitii ingår i släktet Athyrium och familjen Athyriaceae. Inga underarter finns listade.